# Erdal Toprakyaran
Erdal Toprakyaran (* 1974 in Grünstadt) ist ein deutscher Islamwissenschaftler und Historiker. Er ist stellvertretender Direktor des Zentrums für islamische Theologie an der Universität Tübingen und lehrt als Professor Islamische Geschichte und Gegenwartskultur.

## Leben
Als Sohn türkischer Eltern wurde Toprakyaran 1974 in Grünstadt in Rheinland-Pfalz geboren. Er ging in der Türkei und Deutschland zur Schule und machte das Abitur in Ludwigshafen. Anschließend studierte er in Heidelberg Islamwissenschaft und Ethnologie. Dazu verbrachte er ein Gastsemester in der jordanischen Hauptstadt Amman. Nach dem Magister-Abschluss promovierte er in Islamwissenschaft mit dem Schwerpunkt Osmanische Religionsgeschichte.
Toprakyaran war anschließend an der Ruhr-Universität Bochum, bei der Eugen-Biser-Stiftung für interreligiösen und interkulturellen Dialog in München, ein Jahr als Religionslehrer in Duisburg und als wissenschaftlicher Koordinator am Institut für Studien der Kultur und Religion des Islam an der Johann Wolfgang Goethe-Universität Frankfurt am Main tätig.
Im April 2012 wurde Erdal Toprakyaran auf die Juniorprofessur für Islamische Geschichte und Gegenwartskultur am Zentrum für Islamische Theologie (ZITh) an der Universität Tübingen berufen. Von Oktober 2012 bis November 2023 war er Direktor am ZITh.
Heute ist er dessen stellvertretender Zentrumsdirektor.

## Forschung
Toprakyaran lehrt islamische Geschichte und arbeitet dabei die Vielfalt der Strömungen und Traditionen heraus. Toprakyaran: „Ein Schwerpunkt meiner Arbeit ist die Islamische Mystik, die eine lange Tradition hat. Mystik ist sehr verbindend und auch heute sehr facettenreich und verbreitet – auch in Europa. Mystiker sind tief religiös, zugleich aber sehr offen für den interreligiösen Dialog, ohne den anderen gleich verurteilen oder missionieren zu wollen. In der Presse werden meistens nur die lauten unversöhnlichen Strömungen aufgegriffen.“

## Engagement für die Versöhnung von Islam und Moderne
Toprakyaran glaubt, dass sich die islamischen Quellen mit der Moderne versöhnen lassen: „Den einen Islam gibt es ja nicht. Wir haben islamische Quellen, die verschiedene Lesarten zulassen. Meiner Ansicht nach sind diese Quellen versöhnbar mit der Moderne. Es gibt den Sufismus, es gibt islamische Philosophen wie Averroes. Diese Denker müssen wir wieder ins Bewusstsein rücken. Es gibt aber weltweit viele kritische islamische Theologen, in Ägypten, in Pakistan, in Syrien zum Beispiel. “
Die freien Länder, z. B. Deutschland, würden eine große Rolle dabei spielen, dass kritische Denker sich frei äußern können: „Ein gutes Beispiel: Nasr Hamid Abu Zaid, der ägyptische Korangelehrte, konnte in Ägypten nicht mehr unterrichten und bekam dann eine Professur an der Universität Leiden.“
Toprakyaran fordert, dass Politik und Theologie Hand in Hand arbeiten, und glaubt an eine Verbreitung progressiven Denkens auch in islamischen Ländern: „Man sieht am IS, wie sich eine primitive Theologie rasant verbreiten kann. Warum sollten so etwas die progressiven Kräfte nicht schaffen, wenn sie sich vernetzen? Ohne konsequente Politik wird das nicht gehen. Es kann nicht sein, dass Saudi-Arabien und andere Länder, die die Menschenrechte missachten, nach wie vor hofiert werden. Wissenschaft und Politik müssten da Hand in Hand gehen.“
Toprakyaran ist Mitglied des Muslimischen Forums Deutschland.

## Werke
- Das osmanische Petitionswesen (mezalim) seit dem 18. Jahrhundert am Beispiel von Stadt und Provinz Trabzon, Frankfurt a. M., 2007. Heidelberger Studien zur Geschichte und Kultur des modernen Vorderen Orients, M. Ursinus, C. Herzog und R. Motika (Hg.).
- Das Verhältnis von Orthodoxie und Mystik im Osmanischen Reich des 18. und 19. Jahrhunderts (Habilitationsschrift in Arbeit).